# Joachim von der Goltz
Joachim von der Goltz, född 19 mars 1892, död 29 mars 1972, var en tysk författare.
Jachim von der Goltz var starkt rationellt inriktad och slog igenom 1916 med en samling krigsdikter, Deutsche Sonette. Han framträdde därefter som dramatiker och fick erkännande för pjäsen Vater und Sohn (1921), som handlade om Fredrik II av Preussen och hans far. Senare fick han även genombrott som romanförfattare med Der Baum von Cléry (1934) som gav skildringar från första världskriget, Einst auf der Lorettohöhe (1937) och Der Steinbruch (1938), en bondeskildring. Bland Goltz senare verk märks barnboken Klein Stöffel und die 4 Soldatenpferde (1940) och Ewig wiederkehrt die Freude (1942).